# لورينز إي. زيمرمان
لورينز إي. زيمرمان (بالإنجليزية: Lorenz E. Zimmerman)‏ هو طبيب عيون وأستاذ جامعي أمريكي، ولد في 15 نوفمبر 1920 في واشنطن العاصمة في الولايات المتحدة، وتوفي في 16 مارس 2013.